# Hospital Joan XXIII
L'Hospital Joan XXIII és un centre sanitari dependent de l'Institut Català de la Salut a la ciutat de Tarragona. És l'hospital de referència per a les comarques del sud de Catalunya, actualment província de Tarragona, a l'extrem oest de la ciutat, a la vora del riu Francolí, ocupant un terreny de més de 25.000 metres quadrats en el que constitueix el Parc sanitari Joan XXIII; que inclou, a més de l'hospital, l'Hospital Sociosanitari Francolí, el Centre d'Atenció Primària Tarraco, l'edifici de l'antic CAP d'especialitats Tarragonès, la Unitat de Docència de la Facultat de Medicina i altres dependències auxiliars.

## Origen
L'hospital el va projectar l'Instituto Nacional de Previsión del govern franquista, dins del pla de dotació de centres sanitaris de la Seguretat Social a les capitals i ciutats grans de l'estat endegat als anys 1960, anomenats per l'afany eufemístic del règim Residencias Sanitarias per a distingir-los dels antics hospitals de caràcter asilar. Les obres es van començar el 1965 i l'hospital va entrar en funcionament el 16 d'octubre del 1967. Va ser el primer hospital de l'estat espanyol concebut com a “jerarquitzat”, és a dir, organitzat per serveis i amb una plantilla mèdica dedicada a horari complet.

## Etimologia
No hi ha evidència sobre de qui va ser la idea de triar el nom de Joan XXIII per l'hospital de Tarragona. A l'arxiu diocesà de l'arquebisbat de Tarragona, tot i que hi ha memòria que se'ls va consultar, no hi ha cap registre documental sobre el fet. Una acta de la Comissió Permanent de l'INP, del 4 d'octubre de 1967, acorda que el nom de la Residencia Sanitària fos “Juan XXIII”.

## Docència
L'Hospital està vinculat a la Universitat de Tarragona Universitat Rovira i Virgili des de 1992 i acull alumnat de les facultats de Medicina, Lletres, Psicologia i les escoles d'Infermeria, Fisioteràpia i de Treball Social. Està acreditat per a la docència d'especialitats mèdiques (programa MIR) des del seu començament, el 1974. Actualment forma metges especialistes en medicina interna, al·lergologia, anatomia patològica, cardiologia, farmàcia, medicina intensiva, cirurgia general, traumatologia, obstetrícia, pediatria, hematologia, anàlisis clíniques, radiologia, medicina familiar, oftalmologia i otorrinolaringologia.

## Recerca
L'Hospital Joan XXIII gestiona la seva recerca a través de l'Institut d'Investigació Sanitària Pere Virgili (IISPV). l'activitat investigadora s'emmarca en 8 àrees de recerca, cada una formada per diferents grups, amb un total d'11 grups. Els grups es troben integrats en estructures consolidades, com poden ser xarxes temàtiques o grups CIBER i conviuen amb grups emergents amb un elevat potencial competitiu. L'estructura de recerca del Centre és suportada per serveis procedents del mateix Hospital (Unitat de Biobanc, Serveis Centrals de Laboratori, etc.), així com per estructures centrals de l'IISPV.

## Polèmica
El Conseller de Salut de la Generalitat de Catalunya, Boi Ruiz, anuncià l'obertura de la unitat hemodinàmica d'atenció als infarts les 24 hores a partir de mitjans de febrer del 2015. La mort d'un ciutadà de Tarragona, el dia de Nadal, intensificà la pressió per ampliar l'horari.